# Trigonometría

Representación gráfica de un triángulo rectángulo en un sistema de coordenadas cartesianas.

La trigonometría es una rama de la matemática cuyo significado etimológico es 'la medición de los triángulos'. Deriva de los términos griegos τριγωνοϛ (trigōnos) 'triángulo' y μετρον (metron) 'medida'.
En términos generales, la trigonometría es el estudio de las razones trigonométricas: seno, coseno, tangente, cotangente, secante y cosecante. La trigonometría se aplica a otras ramas de la geometría o la geometría analítica en particular geometría plana o geometría del espacio. En soluciones de ecuaciones diferenciales ordinarias ( y = y´´), series de Fourier usadas en ecuaciones en derivadas parciales.
Posee numerosas aplicaciones, entre las que se encuentran: las técnicas de triangulación, por ejemplo, son usadas en astronomía para medir distancias a estrellas próximas, en la medición de distancias entre puntos geográficos, y en sistemas globales de navegación por satélites.

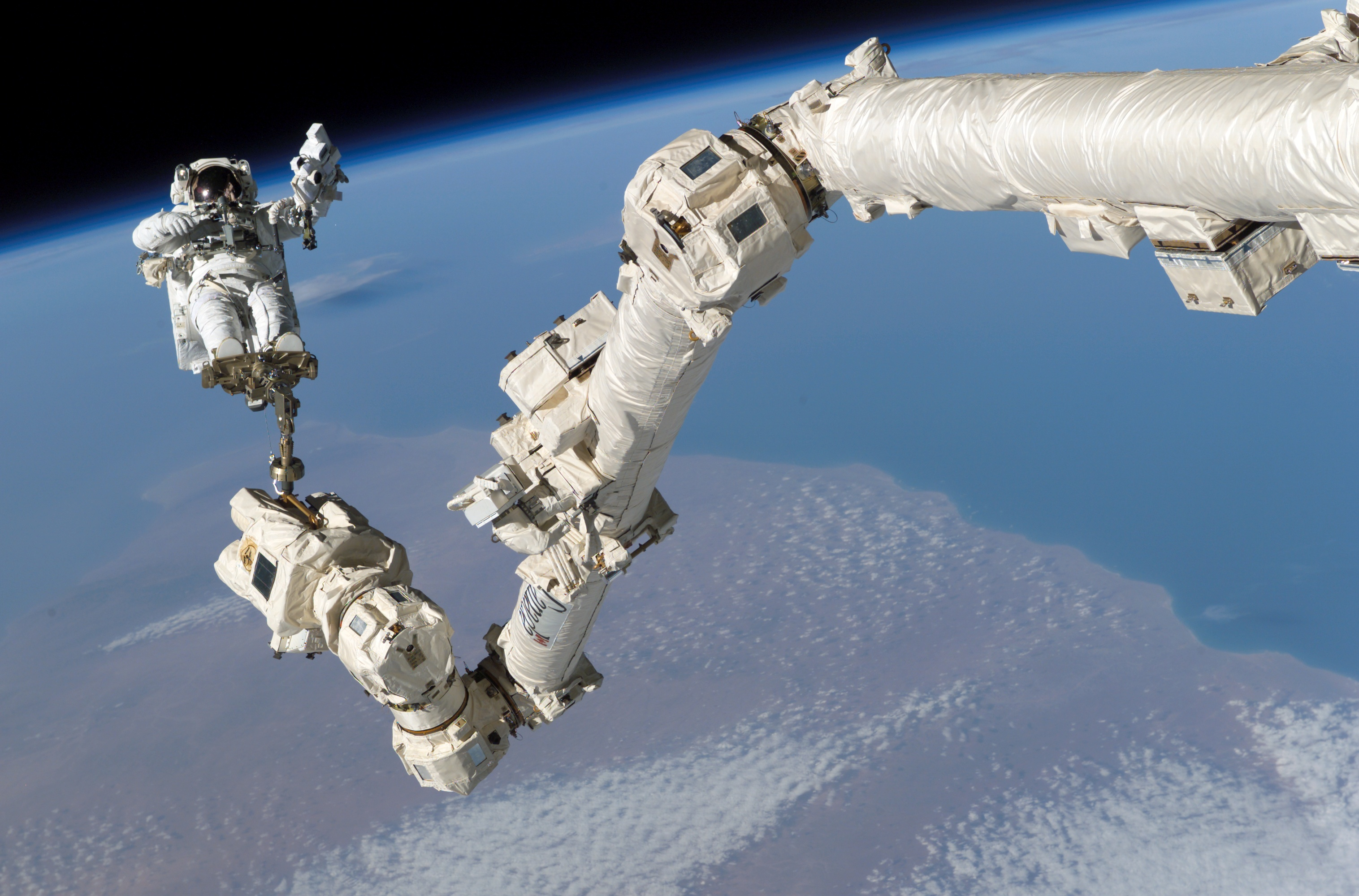
El Canadarm 2, un brazo manipulador robótico gigantesco de la Estación Espacial Internacional. Este manipulador es operado controlando los ángulos de sus articulaciones. Calcular la posición final del astronauta en el extremo del brazo requiere un uso repetido de las funciones trigonométricas de los ángulos que se forman por los varios movimientos que se realizan.

## Historia

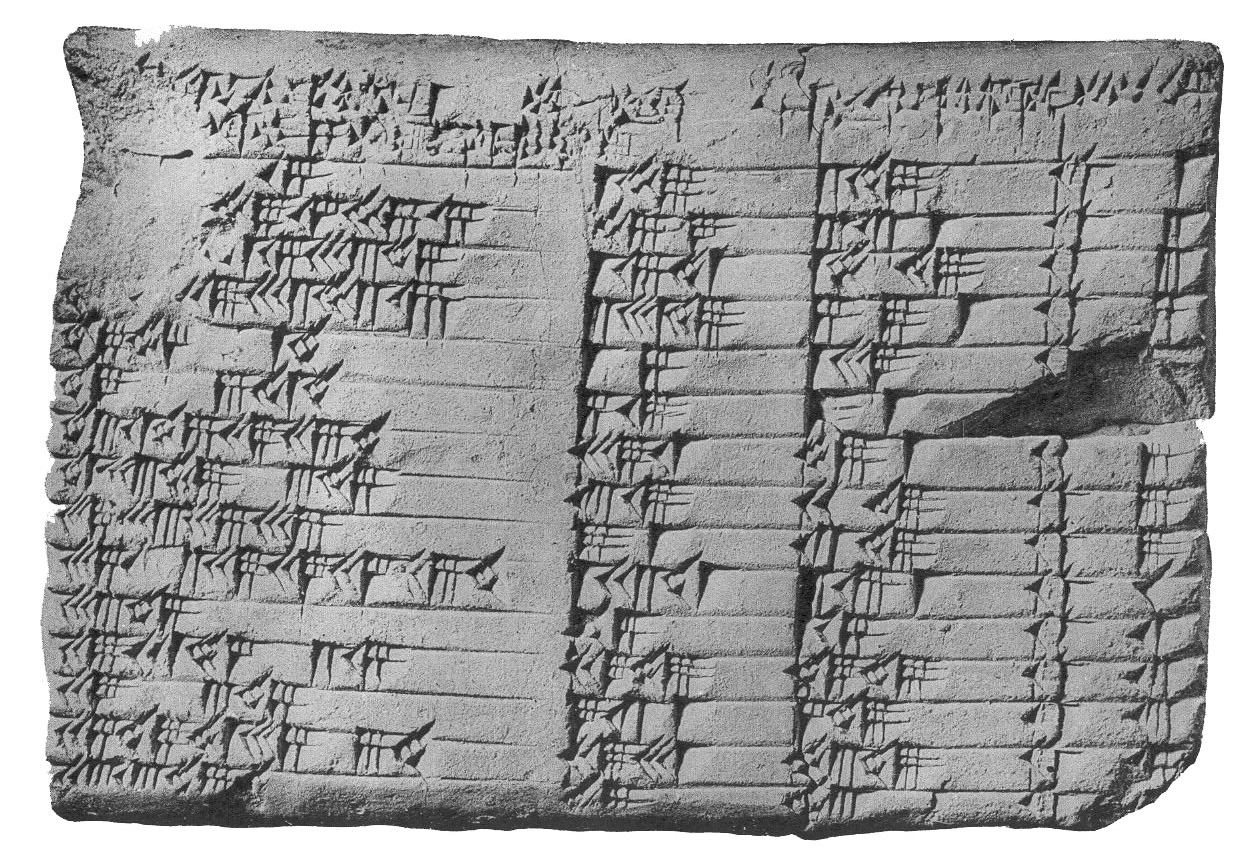
Tablilla babilonia Plimpton 322.

Los antiguos egipcios y los babilonios conocían los teoremas sobre las proporciones de los lados de los triángulos semejantes. Pero las sociedades prehelénicas carecían de la noción de una medida del ángulo y por lo tanto, los lados de los triángulos se estudiaron en su medida, un campo que se podría llamar trilaterometría.
Los astrónomos babilonios llevaron registros sobre la salida y puesta de las estrellas, el movimiento de los planetas y los eclipses solares y lunares, todo lo cual requiere la familiaridad con la distancia angular medida sobre la esfera celeste. Sobre la base de la interpretación de una tablilla cuneiforme Plimpton 322 (c. 1900 a. C.), algunos incluso han afirmado que los antiguos babilonios tenían una tabla de secantes. Hoy, sin embargo, hay un gran debate acerca de si se trata de una tabla de ternas pitagóricas, una tabla de soluciones de ecuaciones de segundo grado o una tabla trigonométrica.

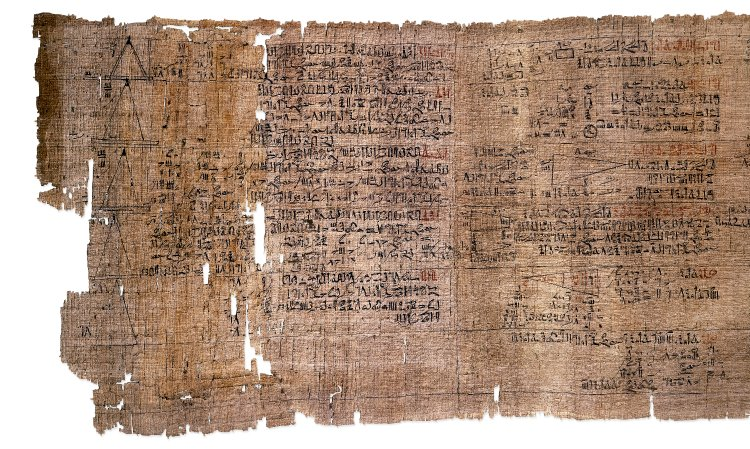
Papiro de Ahmes.

Los egipcios, en el segundo milenio antes de Cristo, utilizaban una forma primitiva de la trigonometría, para la construcción de las pirámides. El Papiro de Ahmes, escrito por el escriba egipcio Ahmes (c. 1680-1620 a. C.), contiene el siguiente problema relacionado con la trigonometría:
Si una pirámide es de 250 codos de alto y el lado de su base es de 360 codos de largo, ¿cuál es su Seked?
La solución al problema es la relación entre la mitad del lado de la base de la pirámide y su altura. En otras palabras, la medida que se encuentra para la seked es la cotangente del ángulo que forman la base de la pirámide y su respectiva cara.

## Unidades angulares
En la medición de ángulos y, por tanto, en trigonometría,  se emplean tres unidades, si bien la más utilizada en la vida cotidiana es el grado sexagesimal, en matemáticas es el radián la más utilizada, y se define como la unidad natural para medir ángulos, el grado centesimal se desarrolló como la unidad más próxima al sistema decimal, se usa en topografía, arquitectura o en construcción.
- Radián: unidad angular natural en trigonometría. En una circunferencia completa hay 2π radianes (algo más de 6,28).
- Grado sexagesimal: unidad angular que divide una circunferencia en 360 grados.
- Grado centesimal: unidad angular que divide la circunferencia en 400 grados centesimales.
- Mil angular: unidad angular que divide la circunferencia en 6400 unidades.

|                                      |                                       |
| Transportador en radianes            | Transportador en grados sexagesimales |
|                                      |                                       |
| Transportador en grados centesimales | Transportador en mil angular          |

## Las funciones trigonométricas
La trigonometría es una rama importante de las matemáticas dedicada al estudio de la relación entre los lados y ángulos de un triángulo rectángulo y una circunferencia. Con este propósito se definieron una serie de funciones, las que han sobrepasado su fin original para convertirse en elementos matemáticos estudiados en sí mismos y con aplicaciones en los campos más diversos.

### Razones trigonométricas
El triángulo ABC es un triángulo rectángulo en C, con radio unitario (AB = AD = 1); lo usaremos para definir las razones seno, coseno y tangente, del ángulo  {\displaystyle \alpha \,}, correspondiente al vértice A, situado en el centro de la circunferencia.
- El seno (abreviado como sen, o sin por llamarse "sĭnus" en latín) es la razón entre el cateto opuesto al ángulo y la hipotenusa.

{\displaystyle \operatorname {sen} \,\alpha ={\frac {\overline {CB}}{\overline {AB}}}={\frac {\overline {CB}}{1}}={\overline {CB}}}
- El coseno (abreviado como cos) es la razón entre el cateto adyacente o contiguo al ángulo y la hipotenusa.

{\displaystyle \cos \alpha ={\frac {\overline {AC}}{\overline {AB}}}={\frac {\overline {AC}}{1}}={\overline {AC}}}
- La tangente (abreviado como tan o tg) es la razón entre el cateto opuesto al ángulo y el cateto adyacente.

{\displaystyle \operatorname {tg} \alpha ={\frac {\overline {CB}}{\overline {AC}}}={\frac {\overline {DE}}{\overline {AD}}}={\frac {\overline {DE}}{1}}={\overline {DE}}}

### Razones trigonométricas inversas
- La cosecante: (abreviado como csc o cosec) es la razón inversa de seno, o también su inverso multiplicativo:

{\displaystyle \csc \alpha ={\frac {1}{\operatorname {sen} \;\alpha }}={\frac {\overline {AB}}{\overline {CB}}}={\frac {\overline {AG}}{\overline {AF}}}={\frac {\overline {AG}}{1}}={\overline {AG}}}
En el esquema su representación geométrica es:
{\displaystyle \csc \alpha ={\overline {AG}}}
- La secante: (abreviado como sec) es la razón inversa de coseno, o también su inverso multiplicativo:

{\displaystyle \sec \alpha ={\frac {1}{\cos \;\alpha }}={\frac {\overline {AB}}{\overline {AC}}}={\frac {\overline {AE}}{\overline {AD}}}={\frac {\overline {AE}}{1}}={\overline {AE}}}
En el esquema su representación geométrica es:
{\displaystyle \sec \alpha ={\overline {AE}}}
- La cotangente: (abreviado como cot o cta o ctg) es la razón inversa de la tangente, o también su inverso multiplicativo:

{\displaystyle \cot \alpha ={\frac {1}{\operatorname {tg} \alpha }}={\frac {\overline {AC}}{\overline {CB}}}={\frac {\overline {FG}}{\overline {AF}}}={\frac {\overline {FG}}{1}}={\overline {FG}}}
En el esquema su representación geométrica es:
{\displaystyle \cot \alpha ={\overline {FG}}}
Normalmente se emplean las relaciones trigonométricas seno, coseno y tangente, y salvo que haya un interés específico en hablar de ellos o las expresiones matemáticas se simplifiquen mucho, los términos cosecante, secante y cotangente no suelen utilizarse

### Otras funciones trigonométricas
Además de las funciones anteriores, existen otras funciones trigonométricas. Matemáticamente se pueden definir empleando las ya vistas. Su uso no es muy corriente, pero sí se emplean, dado su sentido geométrico. Veamos:
El seno cardinal o función sinc (x) definida:
{\displaystyle \operatorname {sinc} \;(x)={\frac {\operatorname {sen}(x)}{x}}}
El verseno, es la distancia que hay entre la cuerda y el arco en una circunferencia, también se denomina sagita o flecha, se define:
{\displaystyle \operatorname {versin} \;\alpha =1-\cos \alpha }
El semiverseno, se utiliza en navegación al intervenir en el cálculo esférico:
{\displaystyle \operatorname {semiversin} \;\alpha ={\frac {\operatorname {versin} \;\alpha }{2}}}
El coverseno, 
{\displaystyle \operatorname {coversin} \;\alpha =1-\operatorname {sen} \;\alpha }
El semicoverseno
{\displaystyle \operatorname {semicoversin} \;\alpha ={\frac {\operatorname {coversin} \;\alpha }{2}}}
La exsecante:
{\displaystyle \operatorname {exsec} \;\alpha =\sec \alpha -1}

### Funciones trigonométricas recíprocas
En trigonometría, cuando el ángulo se expresa en radianes (dado que un radián es el arco de circunferencia de longitud igual al radio), suele denominarse arco a cualquier cantidad expresada en radianes; por eso las funciones recíprocas se denominan con el prefijo arco, cada razón trigonométrica posee su propia función recíproca:

{\displaystyle y=\operatorname {sen} \,x\,}

y es igual al seno de x, la función recíproca:
{\displaystyle x=\arcsin \;y\,}
x es el arco cuyo seno vale y, o también x es el arcoseno de y.
si:
{\displaystyle y=\cos x\,}
y es igual al coseno de x, la función recíproca:
{\displaystyle x=\arccos y\,}
x es el arco cuyo coseno vale y, que se dice: x es el arcocoseno de y.
si:
{\displaystyle y=\operatorname {tg} x\,}
y es igual al tangente de x, la función recíproca:
{\displaystyle x=\arctan y\,}
x es el arco cuya tangente vale y, o x es igual al arcotangente de y.
NOTA:
Es común, que las funciones recíprocas sean escritas de esta manera:
{\displaystyle y=\operatorname {arcsin} \;x\quad \longrightarrow \quad y=\operatorname {sen} ^{-1}x\,}
pero se debe tener cuidado de no confundirlas con:
{\displaystyle y={\cfrac {1}{\operatorname {sen} x}}\quad \longrightarrow \quad y=\csc x}

#### Representación gráfica

Representación de las funciones trigonométricas en el plano cartesiano (x,y), los valores en el eje x expresados en radianes.

Representación de las funciones trigonométricas inversas en el plano cartesiano (x,y), los valores en el eje x expresados en radianes.

Representación de las funciones trigonométricas reciprocas en el plano cartesiano (x,y), como la recíproca del seno, el coseno y la tangente, los valores en el eje y expresados en radianes.

Si aplicamos el criterio para obtener las funciones recíprocas en el sentido estricto, definiendo el arcoseno como la recíproca del seno, el arcocoseno como la recíproca del coseno y el arco tangente como la recíproca de la tangente, lo obtenido es la gráfica de la derecha. Es fácil percatarse que estas representaciones no cumplen la unicidad de la imagen, que forma parte de la definición de función, eso es para un valor de x dado existen un número infinito de valores que son su función, por ejemplo: el arcoseno de 0 es 0, pero también lo son cualquier múltiplo entero de {\displaystyle \pi }.
{\displaystyle \arcsin(0)=\pi \;n}
Para cualquier n número entero.
Dado que la recíproca de una función no tiene que cumplir necesariamente la unicidad de imagen, solo las funciones inyectivas y biyectivas dan funciones recíprocas con esta propiedad, esta situación se repite para el resto de las funciones recíprocas trigonométricas.

Representación de las funciones trigonométricas reciprocas, corregidas.

A fin de garantizar el cumplimiento de la definición de función, en cuanto a la unicidad de imagen, y que por tanto las funciones trigonométricas recíprocas cumplan los criterios de la definición de función, se suele restringir tanto el dominio como el codominio, esta corrección permite un análisis correcto de la función, a pesar de que no coincida exactamente con la recíproca de la función trigonométrica original. Así tenemos que:
La función arcoseno se define:
{\displaystyle {\begin{array}{rccl}\arcsin :&[-1,1]&\to &[-0,5\pi \;,\;0,5\pi ]\\&x&\mapsto &y=\arcsin(x)\end{array}}}
La función arcocoseno se define:
{\displaystyle {\begin{array}{rccl}\arccos :&[-1,1]&\to &[0\;,\;\pi ]\\&x&\mapsto &y=\arccos(x)\end{array}}}
La función arcotangente se define:
{\displaystyle {\begin{array}{rccl}\arctan :&R&\to &[-0,5\pi \;,\;0,5\pi ]\\&x&\mapsto &y=\arctan(x)\end{array}}}

### Funciones trigonométricas inversas recíprocas
Del mismo modo que las funciones trigonométricas directas recíprocas, cuando el ángulo se expresa en radianes, se denomina arco a ese ángulo, y se emplea el prefijo arco para la función trigonométrica recíproca, así tenemos que:
{\displaystyle y=\csc \,x\,}
y es igual a la cosecante de x, la función recíproca:
{\displaystyle x=\operatorname {arccsc} \;y\,}
x es el arco cuya cosecante vale y, o también x es la arcocosecante de y.
si:
{\displaystyle y=\sec x\,}
y es igual al secante de x, la función recíproca:
{\displaystyle x=\operatorname {arcsec} y\,}
x es el arco cuya secante vale y, que se dice: x es el arcosecante de y.
si:
{\displaystyle y=\cot x\,}
y es igual al cotangente de x, la función recíproca:
{\displaystyle x=\operatorname {arccot} y\,}
x es el arco cuya cotangente vale y, o x es igual al arcocotangente de y.

#### Representación gráfica

Representación de las funciones trigonométricas inversas reciprocas en el plano cartesiano (x,y), como la recíproca de la cosecante, secante y cotangente, los valores en el eje y expresados en radianes.

Al igual que en las funciones directas, si aplicamos el criterio para obtener las funciones recíprocas, dado que las funciones trigonométricas inversas no son inyectivas, lo obtenido es la gráfica de la derecha, que no cumplen la unicidad de la imagen, que forma parte de la definición de función.

Representación de las funciones trigonométricas inversas reciprocas, corregidas.

Para que se cumpla la definición de función, definimos un dominio y un codominio restringidos. Así tenemos que:
La función arcocosecante se define:
{\displaystyle {\begin{array}{rccl}\operatorname {arccsc} :&(-\infty ,-1]\cup [1,\infty )&\to &[-0,5\pi \;,\;0,5\pi ]\\&x&\to &y=\operatorname {arccsc}(x)\end{array}}}
La función arcosecante se define:
{\displaystyle {\begin{array}{rccl}\operatorname {arcsec} :&(-\infty ,-1]\cup [1,\infty )&\to &[0\;,\;\pi ]\\&x&\to &y=\operatorname {arcsec}(x)\end{array}}}
La función arcocotangente se define:
{\displaystyle {\begin{array}{rccl}\operatorname {arccot} :&R&\to &[0\;,\;\pi ]\\&x&\to &y=\operatorname {arccot}(x)\end{array}}}
Esta restricción garantiza el cumplimiento de la definición de función.

## Equivalencia entre las funciones trigonométricas
|                                               | Seno                                                                                             | Coseno                                                             | Tangente                                                                                       | Cotangente                                                         | Secante                                                            | Cosecante                                                          |
| --------------------------------------------- | ------------------------------------------------------------------------------------------------ | ------------------------------------------------------------------ | ---------------------------------------------------------------------------------------------- | ------------------------------------------------------------------ | ------------------------------------------------------------------ | ------------------------------------------------------------------ |
| {\displaystyle \operatorname {sen} \theta \,} | {\displaystyle \operatorname {sen} \theta \,}                                                    | {\displaystyle {\sqrt {1-\cos ^{2}\theta }}}                       | {\displaystyle {\frac {\operatorname {tg} \theta }{\sqrt {1+\operatorname {tg} ^{2}\theta }}}} | {\displaystyle {\frac {1}{\sqrt {1+\cot ^{2}\theta }}}}            | {\displaystyle {\frac {\sqrt {\sec ^{2}\theta -1}}{\sec \theta }}} | {\displaystyle {\frac {1}{\csc \theta }}}                          |
| {\displaystyle \cos \theta \,}                | {\displaystyle {\sqrt {1-\operatorname {sen} ^{2}\theta }}}                                      | {\displaystyle \cos \theta \,}                                     | {\displaystyle {\frac {1}{\sqrt {1+\operatorname {tg} ^{2}\theta }}}}                          | {\displaystyle {\frac {\cot \theta }{\sqrt {1+\cot ^{2}\theta }}}} | {\displaystyle {\frac {1}{\sec \theta }}}                          | {\displaystyle {\frac {\sqrt {\csc ^{2}\theta -1}}{\csc \theta }}} |
| {\displaystyle \operatorname {tg} \theta \,}  | {\displaystyle {\frac {\operatorname {sen} \theta }{\sqrt {1-\operatorname {sen} ^{2}\theta }}}} | {\displaystyle {\frac {\sqrt {1-\cos ^{2}\theta }}{\cos \theta }}} | {\displaystyle \operatorname {tg} \theta \,}                                                   | {\displaystyle {\frac {1}{\cot \theta }}}                          | {\displaystyle {\sqrt {sec^{2}\theta -1}}}                         | {\displaystyle {\frac {1}{\sqrt {\csc ^{2}\theta -1}}}}            |
| {\displaystyle \cot \theta \,}                | {\displaystyle {\frac {\sqrt {1-\operatorname {sen} ^{2}\theta }}{\operatorname {sen} \theta }}} | {\displaystyle {\frac {\cos \theta }{\sqrt {1-\cos ^{2}\theta }}}} | {\displaystyle {\frac {1}{\operatorname {tg} \theta }}}                                        | {\displaystyle \cot \theta \,}                                     | {\displaystyle {\frac {1}{\sqrt {\sec ^{2}\theta -1}}}}            | {\displaystyle {\sqrt {\csc ^{2}\theta -1}}}                       |
| {\displaystyle \sec \theta \,}                | {\displaystyle {\frac {1}{\sqrt {1-\operatorname {sen} ^{2}\theta }}}}                           | {\displaystyle {\frac {1}{\cos \theta \,}}}                        | {\displaystyle {\sqrt {1+\operatorname {tg} ^{2}\theta }}}                                     | {\displaystyle {\frac {\sqrt {1+\cot ^{2}\theta }}{\cot \theta }}} | {\displaystyle {\sec \theta }\,}                                   | {\displaystyle {\frac {\csc \theta }{\sqrt {\csc ^{2}\theta -1}}}} |
| {\displaystyle \csc \theta \,}                | {\displaystyle {\frac {1}{\operatorname {sen} \theta \,}}}                                       | {\displaystyle {\frac {1}{\sqrt {1-\cos ^{2}\theta }}}}            | {\displaystyle {\frac {\sqrt {1+\operatorname {tg} ^{2}\theta }}{\operatorname {tg} \theta }}} | {\displaystyle {\sqrt {1+\cot ^{2}\theta }}}                       | {\displaystyle {\frac {\sec \theta }{\sqrt {\sec ^{2}\theta -1}}}} | {\displaystyle {\csc \theta }\,}                                   |

## Valor de las funciones trigonométricas
A continuación algunos valores de las funciones que es conveniente recordar:
|                             |                                         |
| Circunferencia en radianes. | Circunferencia en grados sexagesimales. |

|  | Radianes                           | Grados sexagesimales     | seno                                                  | coseno                                                | tangente                                   | cosecante                                  | secante                                    | cotangente                                 |
|  | ---------------------------------- | ------------------------ | ----------------------------------------------------- | ----------------------------------------------------- | ------------------------------------------ | ------------------------------------------ | ------------------------------------------ | ------------------------------------------ |
|  | {\displaystyle 0\;}                | {\displaystyle 0^{o}\,}  | {\displaystyle {\frac {\sqrt {0}}{2}}=0}              | {\displaystyle {\frac {\sqrt {4}}{2}}=1}              | {\displaystyle 0\,}                        | {\displaystyle \nexists (\pm \infty )\,\!} | {\displaystyle 1\,}                        | {\displaystyle \nexists (\pm \infty )\,\!} |
|  | {\displaystyle {\frac {1}{6}}\pi } | {\displaystyle 30^{o}\,} | {\displaystyle {\frac {\sqrt {1}}{2}}={\frac {1}{2}}} | {\displaystyle {\frac {\sqrt {3}}{2}}}                | {\displaystyle {\frac {1}{\sqrt {3}}}}     | {\displaystyle 2\,}                        | {\displaystyle {\frac {2}{\sqrt {3}}}}     | {\displaystyle {\sqrt {3}}}                |
|  | {\displaystyle {\frac {1}{4}}\pi } | {\displaystyle 45^{o}\,} | {\displaystyle {\frac {\sqrt {2}}{2}}}                | {\displaystyle {\frac {\sqrt {2}}{2}}}                | {\displaystyle 1\,}                        | {\displaystyle {\frac {2}{\sqrt {2}}}}     | {\displaystyle {\frac {2}{\sqrt {2}}}}     | {\displaystyle 1\,}                        |
|  | {\displaystyle {\frac {1}{3}}\pi } | {\displaystyle 60^{o}\,} | {\displaystyle {\frac {\sqrt {3}}{2}}}                | {\displaystyle {\frac {\sqrt {1}}{2}}={\frac {1}{2}}} | {\displaystyle {\sqrt {3}}}                | {\displaystyle {\frac {2}{\sqrt {3}}}}     | {\displaystyle 2\,}                        | {\displaystyle {\frac {1}{\sqrt {3}}}}     |
|  | {\displaystyle {\frac {1}{2}}\pi } | {\displaystyle 90^{o}\,} | {\displaystyle {\frac {\sqrt {4}}{2}}=1}              | {\displaystyle {\frac {\sqrt {0}}{2}}=0}              | {\displaystyle \nexists (\pm \infty )\,\!} | {\displaystyle 1\,}                        | {\displaystyle \nexists (\pm \infty )\,\!} | {\displaystyle 0\,}                        |

Para el cálculo del valor de las funciones trigonométricas se confeccionaron tablas trigonométricas. La primera de estas tablas fue desarrollada por Johann Müller Regiomontano en 1467, que nos permiten, conocido un ángulo, calcular los valores de sus funciones trigonométricas. En la actualidad dado el desarrollo de la informática, en prácticamente todos los lenguajes de programación existen bibliotecas de funciones que realizan estos cálculos, incorporadas incluso en calculadoras electrónicas de bolsillo, por lo que el empleo actual de las tablas resulta obsoleto.

## Sentido de las funciones trigonométricas
Dados los ejes de coordenadas cartesianas xy, de centro O, y una circunferencia goniométrica (circunferencia de radio la unidad) con centro en O; el punto de corte de la circunferencia con el lado positivo de las x, lo señalamos como punto E.
Nótese que el punto A es el vértice del triángulo, y O es el centro de coordenada del sistema de referencia:
{\displaystyle A\equiv O}
a todos los efectos.
La recta r, que pasa por O y forma un ángulo {\displaystyle \alpha \,} sobre el eje de las x, corta a la circunferencia en el punto B, la vertical que pasa por B, corta al eje x en C, la vertical que pasa por E corta a la recta r en el punto D.
Por semejanza de triángulos:
{\displaystyle {\frac {\;{\overline {CB}}\;}{\overline {OC}}}={\frac {\;{\overline {ED}}\;}{\overline {OE}}}}
Los puntos E y B están en la circunferencia de centro O, por eso la distancia {\displaystyle {\overline {OE}}} y {\displaystyle {\overline {OB}}} son el radio de la circunferencia, en este caso al ser una circunferencia de radio = 1, y dadas las definiciones de las funciones trigonométricas:
{\displaystyle {\begin{array}{rl}\operatorname {sen} \alpha =&\!\!\!{\overline {CB}}\\\cos \alpha =&\!\!\!{\overline {OC}}\\\operatorname {tg} \alpha =&\!\!\!{\overline {ED}}\end{array}}}
tenemos:
{\displaystyle {\frac {\operatorname {sen} \alpha }{\cos \alpha }}={\frac {\operatorname {tg} \alpha }{1}}}
La tangente es la relación del seno entre el coseno, según la definición ya expuesta.

### Primer cuadrante
Para ver la evolución de las funciones trigonométricas según aumenta el ángulo, daremos una vuelta completa a la circunferencia, viéndolo por cuadrantes.Como consecuencia de esta consideración, los segmentos correspondientes a cada función trigonométrica variarán de longitud, siendo esta variación función del ángulo, partiendo en el primer cuadrante de un ángulo cero.
Partiendo de esta representación geométrica de las funciones trigonométricas, podemos ver las variaciones de las funciones a medida que aumenta el ángulo {\displaystyle \alpha \,}.
Para {\displaystyle \alpha =0\,}, tenemos que B, D, y C coinciden en E, por tanto:
{\displaystyle {\begin{array}{rl}\operatorname {sen} 0=&\!\!\!0\\\cos 0=&\!\!\!1\\\operatorname {tg} 0=&\!\!\!0\end{array}}}
Si aumentamos progresivamente el valor de {\displaystyle \alpha \,}, las distancias {\displaystyle {\overline {CB}}} y {\displaystyle {\overline {ED}}} aumentarán progresivamente, mientras que {\displaystyle {\overline {OC}}} disminuirá.
Vale recordar que el punto B pertenece a la circunferencia y cuando el ángulo aumenta se desplaza sobre ella.
El punto E es la intersección de la circunferencia con el eje x y no varía de posición.
Los segmentos: {\displaystyle {\overline {OC}}} y {\displaystyle {\overline {CB}}} están limitados por la circunferencia y por tanto su máximo valor absoluto será 1, pero {\displaystyle {\overline {ED}}} no está limitado, dado que D es el punto de corte de la recta r que pasa por O, y la vertical que pasa por E, en el momento en el que el ángulo {\displaystyle \alpha =0,5\pi \,} rad, la recta r será la vertical que pasa por O. Dos rectas verticales no se cortan, o lo que es lo mismo la distancia {\displaystyle {\overline {ED}}} será infinita.
El punto C coincide con A y el coseno vale cero. El punto B esta en el eje y en el punto más alto de la circunferencia y el seno toma su mayor valor: uno.
Para un ángulo recto las funciones toman los valores:
{\displaystyle {\begin{array}{rl}\operatorname {sen}({\pi }/{2})=&\!\!\!1\\\cos({\pi }/{2})=&\!\!\!0\\\operatorname {tg} ({\pi }/{2})=&\!\!\!\pm \infty \to \mathrm {No\;definida} \end{array}}}

### Segundo cuadrante
Cuando el ángulo {\displaystyle \alpha \,} supera el ángulo recto, el valor del seno empieza a disminuir según el segmento {\displaystyle {\overline {CB}}}, el coseno aumenta según el segmento {\displaystyle {\overline {OC}}}, pero en el sentido negativo de las x, el valor del coseno toma sentido negativo, si bien su valor absoluto aumenta cuando el ángulo sigue creciendo.
La tangente para un ángulo {\displaystyle \alpha \,} inferior a {\displaystyle \pi /2\,} rad se hace infinita en el sentido positivo de las y, para el ángulo recto la recta vertical r que pasa por O y la vertical que pasa por E no se cortan, por lo tanto la tangente no toma ningún valor real, cuando el ángulo supera los {\displaystyle \pi /2\,} rad y pasa al segundo cuadrante la prolongación de r corta a la vertical que pasa por E en el punto D real, en el lado negativo de las y, la tangente {\displaystyle {\overline {ED}}} por tanto toma valor negativo en el sentido de las y, y su valor absoluto disminuye a medida que el ángulo {\displaystyle \alpha \,} aumenta progresivamente hasta los {\displaystyle \pi \,} rad.
Resumiendo: en el segundo cuadrante el seno de {\displaystyle \alpha \,}, {\displaystyle {\overline {CB}}}, disminuye progresivamente su valor desde 1, que toma para {\displaystyle \alpha =\pi /2\,} rad, hasta que valga 0, para {\displaystyle \alpha =\pi \,} rad, el coseno,{\displaystyle {\overline {OC}}}, toma valor negativo y su valor varía desde 0 para {\displaystyle \alpha =\pi /2\,} rad, hasta –1, para {\displaystyle \alpha =\pi \,} rad.
La tangente conserva la relación:
{\displaystyle \operatorname {tg} \alpha ={\frac {\operatorname {sen} \alpha }{\cos \alpha }}}
incluyendo el signo de estos valores.
Para un ángulo llano tenemos que el punto D esta en E, y B y C coinciden en el eje de las x en el lado opuesto de E, con lo que tenemos:
{\displaystyle {\begin{array}{rl}\operatorname {sen} \;\pi =&\!\!\!0\\\cos \pi =&\!\!\!-1\\\operatorname {tg} \pi =&\!\!\!0\end{array}}}

### Tercer cuadrante
En el tercer cuadrante, comprendido entre los valores del ángulo {\displaystyle \alpha =\pi \,} rad a {\displaystyle \alpha =3\pi /2\,} rad, se produce un cambio de los valores del seno, el coseno y la tangente, desde los que toman para {\displaystyle \pi \,} rad:
{\displaystyle {\begin{array}{rl}\operatorname {sen}({3\pi }/{2})=&\!\!\!-1\\\cos({3\pi }/{2})=&\!\!\!0\\\operatorname {tg} ({3\pi }/{2})=&\!\!\!\infty \to {\text{No definida}}\end{array}}}
Cuando el ángulo {\displaystyle \alpha \,} aumenta progresivamente, el seno aumenta en valor absoluto en el sentido negativo de las y, el coseno disminuye en valor absoluto en el lado negativo de las x, y la tangente aumenta del mismo modo que lo hacía en el primer cuadrante.
A medida que el ángulo crece el punto C se acerca a O, y el segmento {\displaystyle {\overline {OC}}}, el coseno, se hace más pequeño en el lado negativo de las x.
El punto B, intersección de la circunferencia y la vertical que pasa por C, se aleja del eje de las x, en el sentido negativo de las y, el seno, {\displaystyle {\overline {CB}}}.
Y el punto D, intersección de la prolongación de la recta r y la vertical que pasa por E, se aleja del eje las x en el sentido positivo de las y, con lo que la tangente, {\displaystyle {\overline {ED}}}, aumenta igual que en el primer cuadrante
Cuando el ángulo {\displaystyle \alpha \,} alcance {\displaystyle 3\pi /2\,} rad, el punto C coincide con O y el coseno valdrá cero, el segmento {\displaystyle {\overline {CB}}} será igual al radio de la circunferencia, en el lado negativo de las y, y el seno valdrá –1, la recta r del ángulo y la vertical que pasa por E serán paralelas y la tangente tomara valor infinito por el lado positivo de las y.
El seno el coseno y la tangente siguen conservando la misma relación:

{\displaystyle \operatorname {tg} \alpha ={\frac {\operatorname {sen} \alpha }{\cos \alpha }}}

que se cumple tanto en valor como en signo, nótese que a medida que el coseno se acerca a valores cercanos a cero, la tangente tiende a infinito.

### Cuarto cuadrante
En el cuarto cuadrante, que comprende los valores del ángulo {\displaystyle \alpha \,} entre {\displaystyle 3\pi /2\,} rad y {\displaystyle 2\pi \,} rad, las variables trigonométricas varían desde los valores que toman para {\displaystyle 3\pi /2\,} rad:
{\displaystyle {\begin{array}{rl}\operatorname {sen}(3\pi /2)=&\!\!\!-1\\\cos(3\pi /2)=&\!\!\!0\\\operatorname {tg} (3\pi /2)=&\!\!\!\infty \to {\text{No definida}}\end{array}}}
hasta los que toman para {\displaystyle 2\pi \,} rad pasando al primer cuadrante, completando una rotación:
{\displaystyle {\begin{array}{rlcl}\operatorname {sen}(2\,\pi )=&\!\!\operatorname {sen} 0&\!\!\!=&\!\!0\\\cos(2\,\pi )=&\!\!\cos 0&\!\!\!=&\!\!1\\\operatorname {tg} (2\,\pi )=&\!\!\operatorname {tg} 0&\!\!\!=&\!\!0\end{array}}}
como puede verse a medida que el ángulo {\displaystyle \alpha \,} aumenta, aumenta el coseno {\displaystyle {\overline {OC}}} en el lado positivo de las x, el seno {\displaystyle {\overline {CB}}} disminuye en el lado negativo de las y, y la tangente {\displaystyle {\overline {ED}}} también disminuye en el lado negativo de las y.
Cuando {\displaystyle \alpha \,}, vale {\displaystyle 2\pi \,} o {\displaystyle 0\pi \,} al completar una rotación completa los puntos B, C y D, coinciden en E, haciendo que el seno y la tangente valga cero, y el coseno uno, del mismo modo que al comenzarse el primer cuadrante.
Dado el carácter rotativo de las funciones trigonométricas, se puede afirmar en todos los casos:
{\displaystyle {\begin{array}{rl}\operatorname {sen} \;\alpha =&\!\!\!\operatorname {sen}(\alpha +2\,\pi \,n)\\\cos \alpha =&\!\!\!\cos(\alpha +2\,\pi \,n)\\\operatorname {tg} \alpha =&\!\!\!\operatorname {tg} (\alpha +2\,\pi \,n)\end{array}}}
Que cualquier función trigonométrica toma el mismo valor si se incrementa el ángulo un número n entero de rotaciones completas.

## Cálculo de algunos casos
Partiendo de una circunferencia de radio uno, dividida en cuatro cuadrantes, por dos rectas perpendiculares, que se cortan en el centro de la circunferencia O, estas rectas cortan a la circunferencia en los puntos A, B, C y D, la recta horizonte AC también la podemos llamar eje x y la recta vertical BD eje y. Dada una recta r, que pasa por el centro de la circunferencia y forma un ángulo α con OA, eje x, y corta a la circunferencia en F, tenemos que la vertical que pasa por F corta al eje x en E, la vertical que pasa por A corta a la recta r en G. Con todo esto definimos, como ya se vio anteriormente, las funciones trigonométricas:
para el seno:
{\displaystyle \operatorname {sen} \;\alpha ={\cfrac {\;{\overline {EF}}\;}{\overline {OF}}}={\overline {EF}}}
dado que:
{\displaystyle {\overline {OF}}=1}
Para el coseno:
{\displaystyle \cos \;\alpha ={\cfrac {\;{\overline {OE}}\;}{\overline {OF}}}={\overline {OE}}}
dado que:
{\displaystyle {\overline {OF}}=1}
Para la tangente:
{\displaystyle \operatorname {tg} \;\alpha ={\cfrac {\;{\overline {EF}}\;}{\overline {OE}}}={\cfrac {\;{\overline {AG}}\;}{\overline {OA}}}={\overline {AG}}}
dado que:
{\displaystyle {\overline {OA}}=1}
partiendo de estas definiciones, podemos ver algunos casos importantes:

### Para 90-α
Si a partir del eje vertical OB trazamos la recta r a un ángulo α en el sentido horario, la recta r forma con el eje x un ángulo 90-α. Así, el valor de las funciones trigonométricas de este ángulo,conocidas las de α,serán:
El triángulo OEF,rectángulo en E, siendo el ángulo en F α, por lo tanto:
{\displaystyle \left.{\begin{array}{rl}\cos \;\alpha =&\!\!\!{\cfrac {\;{\overline {EF}}\;}{\overline {OF}}}\\{\overline {OF}}=&\!\!\!1\\{\overline {EF}}=&\!\!\!\operatorname {sen} \;(90-\alpha )\end{array}}\right\}\longrightarrow \quad \operatorname {sen} \;(90-\alpha )=\cos \;\alpha }
en el mismo triángulo OEF, tenemos que:
{\displaystyle \left.{\begin{array}{rl}\operatorname {sen} \;\alpha =&\!\!\!{\cfrac {\;{\overline {OE}}\;}{\overline {OF}}}\\{\overline {OF}}=&\!\!\!1\\{\overline {OE}}=&\!\!\!\cos \;(90-\alpha )\end{array}}\right\}\longrightarrow \quad \cos \;(90-\alpha )=\operatorname {sen} \;\alpha }
viendo el triángulo OAG, rectángulo en A, siendo el ángulo en G igual a α, podemos ver:
{\displaystyle \left.{\begin{array}{rl}\operatorname {tg} \;\alpha =&\!\!\!{\cfrac {\;{\overline {OA}}\;}{\overline {AG}}}\\{\overline {OA}}=&\!\!\!1\\{\overline {AG}}=&\!\!\!\operatorname {tg} \;(90-\alpha )\end{array}}\right\}\longrightarrow \quad \operatorname {tg} \;(90-\alpha )={\cfrac {1}{\operatorname {tg} \;\alpha }}}

### Para 90+α
Si a partir de eje vertical OB trazamos la recta r a un ángulo α, medido en sentido trigonométrico, el ángulo formado por el eje horizontal OA y la recta r será 90+α. La prolongación de la recta r corta a la circunferencia en F y a la vertical que pasa por A en G.
El triángulo OEF es rectángulo en E y su ángulo en F es α, por lo tanto tenemos que:
{\displaystyle \left.{\begin{array}{rl}\cos \;\alpha =&\!\!\!{\cfrac {\;{\overline {EF}}\;}{\overline {OF}}}\\{\overline {OF}}=&\!\!\!1\\{\overline {EF}}=&\!\!\!\operatorname {sen} \;(90+\alpha )\end{array}}\right\}\longrightarrow \quad \operatorname {sen} \;(90+\alpha )=\cos \;\alpha }
En el mismo triángulo OEF podemos ver:
{\displaystyle \left.{\begin{array}{rl}\operatorname {sen} \;\alpha =&\!\!\!{\cfrac {\;{\overline {OE}}\;}{\overline {OF}}}\\{\overline {OF}}=&\!\!\!1\\{\overline {OE}}=&\!\!\!-\cos \;(90+\alpha )\end{array}}\right\}\longrightarrow \quad \cos \;(90+\alpha )=-\operatorname {sen} \;\alpha }
En el triángulos OAG rectángulo A y siendo α el ángulo en G, tenemos:
{\displaystyle \left.{\begin{array}{rl}\operatorname {tg} \;\alpha =&\!\!\!{\cfrac {\;{\overline {OA}}\;}{\overline {AG}}}\\{\overline {OA}}=&\!\!\!1\\{\overline {AG}}=&\!\!\!-\operatorname {tg} \;(90+\alpha )\end{array}}\right\}\longrightarrow \quad \operatorname {tg} \;(90+\alpha )={\cfrac {-1}{\operatorname {tg} \;\alpha }}}

### Para 180-α
Si sobre el eje horizontal OC, trazamos la recta r a un ángulo α, el ángulo entre el eje OA y la recta r es de  180-α, dado el triángulo OEF rectángulo en E y cuyo ángulo en O es α, tenemos:
{\displaystyle \left.{\begin{array}{rl}\operatorname {sen} \;\alpha =&\!\!\!{\cfrac {\;{\overline {EF}}\;}{\overline {OF}}}\\{\overline {OF}}=&\!\!\!1\\{\overline {EF}}=&\!\!\!\operatorname {sen} \;(180-\alpha )\end{array}}\right\}\longrightarrow \quad \operatorname {sen} \;(180-\alpha )=\operatorname {sen} \;\alpha }
en el mismo triángulo OEF:
{\displaystyle \left.{\begin{array}{rl}\cos \;\alpha =&\!\!\!{\cfrac {\;{\overline {OE}}\;}{\overline {OF}}}\\{\overline {OF}}=&\!\!\!1\\{\overline {OE}}=&\!\!\!-\cos \;(180-\alpha )\end{array}}\right\}\longrightarrow \quad \cos \;(180-\alpha )=-\cos \;\alpha }
En el triángulo OAG, rectángulo en A y con ángulo en O igual a α, tenemos:
{\displaystyle \left.{\begin{array}{rl}\operatorname {tg} \;\alpha =&\!\!\!{\cfrac {\;{\overline {AG}}\;}{\overline {OA}}}\\{\overline {OA}}=&\!\!\!1\\{\overline {AG}}=&\!\!\!-\operatorname {tg} \;(180-\alpha )\end{array}}\right\}\longrightarrow \quad \operatorname {tg} \;(180-\alpha )=-\operatorname {tg} \;\alpha }

### Para 180+α
Sobre la circunferencia de radio uno, a partir del eje OC con un ángulo α trazados la recta r, el ángulo del eje OA y la recta r es de 180+α, como se ve en la figura. En el triángulo OEF rectángulo en E se puede deducir:
{\displaystyle \left.{\begin{array}{rl}\operatorname {sen} \;\alpha =&\!\!\!{\cfrac {\;{\overline {EF}}\;}{\overline {OF}}}\\{\overline {OF}}=&\!\!\!1\\{\overline {EF}}=&\!\!\!-\operatorname {sen} \;(180+\alpha )\end{array}}\right\}\longrightarrow \quad \operatorname {sen} \;(180+\alpha )=-\operatorname {sen} \;\alpha }
en el mismo triángulo OEF tenemos:
{\displaystyle \left.{\begin{array}{rl}\cos \;\alpha =&\!\!\!{\cfrac {\;{\overline {OE}}\;}{\overline {OF}}}\\{\overline {OF}}=&\!\!\!1\\{\overline {OE}}=&\!\!\!-\cos \;(180+\alpha )\end{array}}\right\}\longrightarrow \quad \cos \;(180+\alpha )=-\cos \;\alpha }
en el triángulo OAG, rectángulo en A, vemos que:
{\displaystyle \left.{\begin{array}{rl}\operatorname {tg} \;\alpha =&\!\!\!{\cfrac {\;{\overline {AG}}\;}{\overline {OA}}}\\{\overline {OA}}=&\!\!\!1\\{\overline {AG}}=&\!\!\!\operatorname {tg} \;(180+\alpha )\end{array}}\right\}\longrightarrow \quad \operatorname {tg} \;(180+\alpha )=\operatorname {tg} \;\alpha }

### Para 270-α
Sobre el eje OD y con un ángulo α medido en sentido horario trazamos la recta r. El ángulo entre el eje OA y la recta r es de 270-α. En el triángulo OEF, rectángulo en E, tenemos:
{\displaystyle \left.{\begin{array}{rl}\cos \;\alpha =&\!\!\!{\cfrac {\;{\overline {EF}}\;}{\overline {OF}}}\\{\overline {OF}}=&\!\!\!1\\{\overline {EF}}=&\!\!\!-\operatorname {sen} \;(270-\alpha )\end{array}}\right\}\longrightarrow \quad \operatorname {sen} \;(270-\alpha )=-\cos \;\alpha }
por otra parte en el mismo triángulo OEF, tenemos:
{\displaystyle \left.{\begin{array}{rl}\operatorname {sen} \;\alpha =&\!\!\!{\cfrac {\;{\overline {OE}}\;}{\overline {OF}}}\\{\overline {OF}}=&\!\!\!1\\{\overline {OE}}=&\!\!\!-\cos \;(270-\alpha )\end{array}}\right\}\longrightarrow \quad \cos \;(270-\alpha )=-\operatorname {sen} \;\alpha }
en el triángulo OAG rectángulo en A, y siendo α el ángulo en G, tenemos;
{\displaystyle \left.{\begin{array}{rl}\operatorname {tg} \;\alpha =&\!\!\!{\cfrac {\;{\overline {OA}}\;}{\overline {AG}}}\\{\overline {OA}}=&\!\!\!1\\{\overline {AG}}=&\!\!\!\operatorname {tg} \;(270-\alpha )\end{array}}\right\}\longrightarrow \quad \operatorname {tg} \;(270-\alpha )={\cfrac {1}{\operatorname {tg} \;\alpha }}}

### Para 270+α
Sobre el eje OD y con un ángulo α medido en sentido trigonométrico, trazamos la recta r. El ángulo entre el eje OA y la recta r es de 270+α. En el triángulo OEF, rectángulo en E, tenemos:
{\displaystyle \left.{\begin{array}{rl}\cos \;\alpha =&\!\!\!{\cfrac {\;{\overline {EF}}\;}{\overline {OF}}}\\{\overline {OF}}=&\!\!\!1\\{\overline {EF}}=&\!\!\!-\operatorname {sen} \;(270+\alpha )\end{array}}\right\}\longrightarrow \quad \operatorname {sen} \;(270+\alpha )=-\cos \;\alpha }
por otra parte en el mismo triángulo OEF, tenemos:
{\displaystyle \left.{\begin{array}{rl}\operatorname {sen} \;\alpha =&\!\!\!{\cfrac {\;{\overline {OE}}\;}{\overline {OF}}}\\{\overline {OF}}=&\!\!\!1\\{\overline {OE}}=&\!\!\!\cos \;(270+\alpha )\end{array}}\right\}\longrightarrow \quad \cos \;(270+\alpha )=\operatorname {sen} \;\alpha }
en el triángulo OAG rectángulo en A, y siendo α el ángulo en G, tenemos;
{\displaystyle \left.{\begin{array}{rl}\operatorname {tg} \;\alpha =&\!\!\!{\cfrac {\;{\overline {OA}}\;}{\overline {AG}}}\\{\overline {OA}}=&\!\!\!1\\{\overline {AG}}=&\!\!\!-\operatorname {tg} \;(270+\alpha )\end{array}}\right\}\longrightarrow \quad \operatorname {tg} \;(270+\alpha )={\cfrac {-1}{\operatorname {tg} \;\alpha }}}

### Para -α
Sobre la circunferencia de radio uno, a partir del eje OA con un ángulo α medido en sentido horario trazados la recta r, el ángulo del eje OA y la recta r es de -α, o lo que es lo mismo 360-α como se ve en la figura. En el triángulo OEF rectángulo en E se puede deducir:
{\displaystyle \left.{\begin{array}{rl}\operatorname {sen} \;\alpha =&\!\!\!{\cfrac {\;{\overline {EF}}\;}{\overline {OF}}}\\{\overline {OF}}=&\!\!\!1\\{\overline {EF}}=&\!\!\!-\operatorname {sen} \;(-\alpha )\end{array}}\right\}\longrightarrow \quad \operatorname {sen} \;(-\alpha )=-\operatorname {sen} \;\alpha }
en el mismo triángulo OEF tenemos:
{\displaystyle \left.{\begin{array}{rl}\cos \;\alpha =&\!\!\!{\cfrac {\;{\overline {OE}}\;}{\overline {OF}}}\\{\overline {OF}}=&\!\!\!1\\{\overline {OE}}=&\!\!\!\cos \;(-\alpha )\end{array}}\right\}\longrightarrow \quad \cos \;(-\alpha )=\cos \;\alpha }
en el triángulo OAG, rectángulo en A, vemos que:
{\displaystyle \left.{\begin{array}{rl}\operatorname {tg} \;\alpha =&\!\!\!{\cfrac {\;{\overline {AG}}\;}{\overline {OA}}}\\{\overline {OA}}=&\!\!\!1\\{\overline {AG}}=&\!\!\!-\operatorname {tg} \;(-\alpha )\end{array}}\right\}\longrightarrow \quad \operatorname {tg} \;(-\alpha )=-\operatorname {tg} \;\alpha }

## Identidades trigonométricas
Una identidad es una igualdad en que se cumple para todos los valores permisibles de la variable. En trigonometría existen seis identidades fundamentales:

### Recíprocas
{\displaystyle {\begin{array}{rl}\operatorname {sen}(\alpha )\cdot \csc(\alpha )=&\!\!\!1\\\cos(\alpha )\cdot \sec(\alpha )=&\!\!\!1\\\operatorname {tg} (\alpha )\cdot \cot(\alpha )=&\!\!\!1\end{array}}}

### De división
{\displaystyle \operatorname {tg} (\alpha )={\frac {\operatorname {sen}(\alpha )}{\cos(\alpha )}}}
{\displaystyle \cot(\alpha )={\frac {\cos(\alpha )}{\operatorname {sen}(\alpha )}}}
{\displaystyle \csc(\alpha )={\frac {1}{\operatorname {sen}(\alpha )}}}
{\displaystyle \sec(\alpha )={\frac {1}{\cos(\alpha )}}}
{\displaystyle \cot(\alpha )={\frac {1}{\operatorname {tg} (\alpha )}}}

### Por el teorema de Pitágoras
Como en el triángulo rectángulo cumple la función que:
{\displaystyle a^{2}+b^{2}=c^{2}\,}
de la figura anterior se tiene que:

{\displaystyle \operatorname {sen}(\alpha )={\frac {a}{c}},\qquad \cos(\alpha )={\frac {b}{c}}}

por tanto:
{\displaystyle \operatorname {sen} ^{2}\alpha +\cos ^{2}\alpha ={\bigg (}{\dfrac {a}{c}}{\bigg )}^{2}+{\bigg (}{\frac {b}{c}}{\bigg )}^{2}={\frac {a^{2}+b^{2}}{c^{2}}}={\frac {c^{2}}{c^{2}}}=1}
entonces para todo ángulo α, se cumple la identidad Pitagórica: 
{\displaystyle \operatorname {sen} ^{2}\alpha +\cos ^{2}\alpha =1\,}
que también puede expresarse:
{\displaystyle \operatorname {tg} ^{2}\alpha +1=\sec ^{2}\alpha \,}
{\displaystyle 1+\cot ^{2}\alpha =\csc ^{2}\alpha \,}

## Seno y coseno, funciones complejas
El seno y coseno se definen en matemática compleja, gracias a la fórmula de Euler como:

{\displaystyle \operatorname {sen} \alpha ={\dfrac {e^{i\alpha }-e^{-i\alpha }}{2i}},\qquad \cos \alpha ={\frac {e^{i\alpha }+e^{-i\alpha }}{2}}}

Por lo tanto, la tangente quedará definida como:

{\displaystyle \operatorname {tg} \alpha ={\dfrac {1}{i}}{\dfrac {e^{i\alpha }-e^{-i\alpha }}{e^{i\alpha }+e^{-i\alpha }}}=\ {-i}{\dfrac {e^{i\alpha }-e^{-i\alpha }}{e^{i\alpha }+e^{-i\alpha }}}}

Siendo {\displaystyle i={\sqrt {-1}}}.